# 楠本実隆
楠本 実隆（實隆、くすもと さねたか、1890年（明治23年）7月17日 - 1979年（昭和54年）10月11日）は、日本の陸軍軍人。最終階級は陸軍中将。

## 経歴
鹿児島県、のちの川内市（現薩摩川内市）で、楠本右之助の長男として生まれる。1912年（明治45年）5月、陸軍士官学校（24期）を卒業。同年12月、歩兵少尉に任官し歩兵第33連隊付となる。1921年（大正10年）11月、陸軍大学校（33期）を卒業。
1922年（大正11年）12月、参謀本部付勤務となり、参謀本部員、参謀本部付（支那研究員）、参謀本部員を務め、1928年（昭和3年）3月、歩兵少佐に昇進し近衛歩兵第3連隊付となる。1929年（昭和4年）3月、近衛歩兵第3連隊大隊長に就任し、中国出張（支那政府応聘、北京陸軍大学教官）、歩兵第42連隊付、参謀本部付を務め、1932年（昭和7年）8月、歩兵中佐に進み参謀本部付（上海駐在）となる。参謀本部員を経て、1936年（昭和11年）8月、歩兵大佐に昇進し、再び参謀本部付（上海駐在）となる。
1937年（昭和12年）9月、上海派遣軍司令部付（特務部総務班長）を兼任。中支那方面軍司令部付、中支那派遣軍特務部員（総務課長）を経て、1939年（昭和14年）3月、陸軍少将に進級し興亜院調査官（華中連絡部次長）に就任。
1940年（昭和15年）4月、歩兵第9旅団長に発令され、同年10月、北部仏印進駐に出動した。1941年（昭和16年）10月、陸軍中将に進み第57師団長に親補され満州に駐屯。1941年（昭和18年）3月、関東軍司令部付として満州国軍政部最高顧問に就任。1944年（昭和19年）10月、北支那方面軍司令部付として大東亜省特命全権公使となり北京に駐在し終戦を迎えた。1946年（昭和21年）6月に復員した。
1948年（昭和23年）1月31日、公職追放仮指定を受けた。

## 栄典
位階
- 1913年（大正2年）2月20日 - 正八位[7]

勲章等
- 1940年（昭和15年）8月15日 - 紀元二千六百年祝典記念章[8]